# Thyreus somalicus
Thyreus somalicus är en biart som först beskrevs av Embrik Strand 1911.  Thyreus somalicus ingår i släktet Thyreus och familjen långtungebin. Inga underarter finns listade i Catalogue of Life.